# Keroppi
Keroppi är en figur som ingår i en serie figurer som marknadsförs av det japanska företaget Sanrio. Figuren lanserades 1987.